# Mendocino (California)
Mendocino è una località (unincorporated community) degli Stati Uniti d'America, appartenente all'omonima contea nello Stato della California.
La cittadina è divenuta famosa per essere il set della fortunata serie televisiva La signora in giallo. Nel telefilm statunitense, la città è situata nello Stato del Maine e si chiama Cabot Cove. In realtà, le riprese sono effettuate in questo paese della California, situato sulla costa nord dello Stato. Mendocino è anche il nome di una zona vinicola della California dove viene prodotto lo Zinfandel, versione americana del Primitivo italiano.

## Geografia fisica
Secondo l' Ufficio del censimento degli Stati Uniti d'America, la località ha una superficie totale di 19,2 km², di cui 13 km² (69,58%) coperte da acque interne.

## Società

### Evoluzione demografica
Secondo il censimento del 2000, ci sono 824 persone, 424 nuclei domestici, e 220 famiglie residenti nella "County". La densità di popolazione è 363,8 persone per miglio quadrato (140.2/km²). Ci sono stati 549 unità abitative con una densità media di 242,4 per miglio quadrato (93.4/km²). La composizione razziale della Contea è di 95,51% bianchi, 0,36% nativi americani, 1,09% asiatici, 0,73% di altre razze, e 2.31% di due o più razze. ispanici o latini di ogni razza 2,79% della popolazione.
A Mendocino la popolazione è così distribuita: 
- 15,5% sotto i 18 anni;
- 3,5% dai 18 ai 24;
- 20,6% fra i 25 e i 44;
- 38,0% dai 45 ai 64;
- 22,3% oltre i 65 anni di età o più anziani.

## Amministrazione

### Gemellaggi
- Miasa